# Tylopus magicus
Tylopus magicus är en mångfotingart som beskrevs av Sergei I. Golovatch 1984. Tylopus magicus ingår i släktet Tylopus och familjen orangeridubbelfotingar. Inga underarter finns listade i Catalogue of Life.